# Batus barbicornis
Batus barbicornis är en skalbaggsart som först beskrevs av Carl von Linné 1764.  Batus barbicornis ingår i släktet Batus och familjen långhorningar.
Artens utbredningsområde är:
- Guyana.
- Surinam.
- Venezuela.

Inga underarter finns listade.

## Bildgalleri

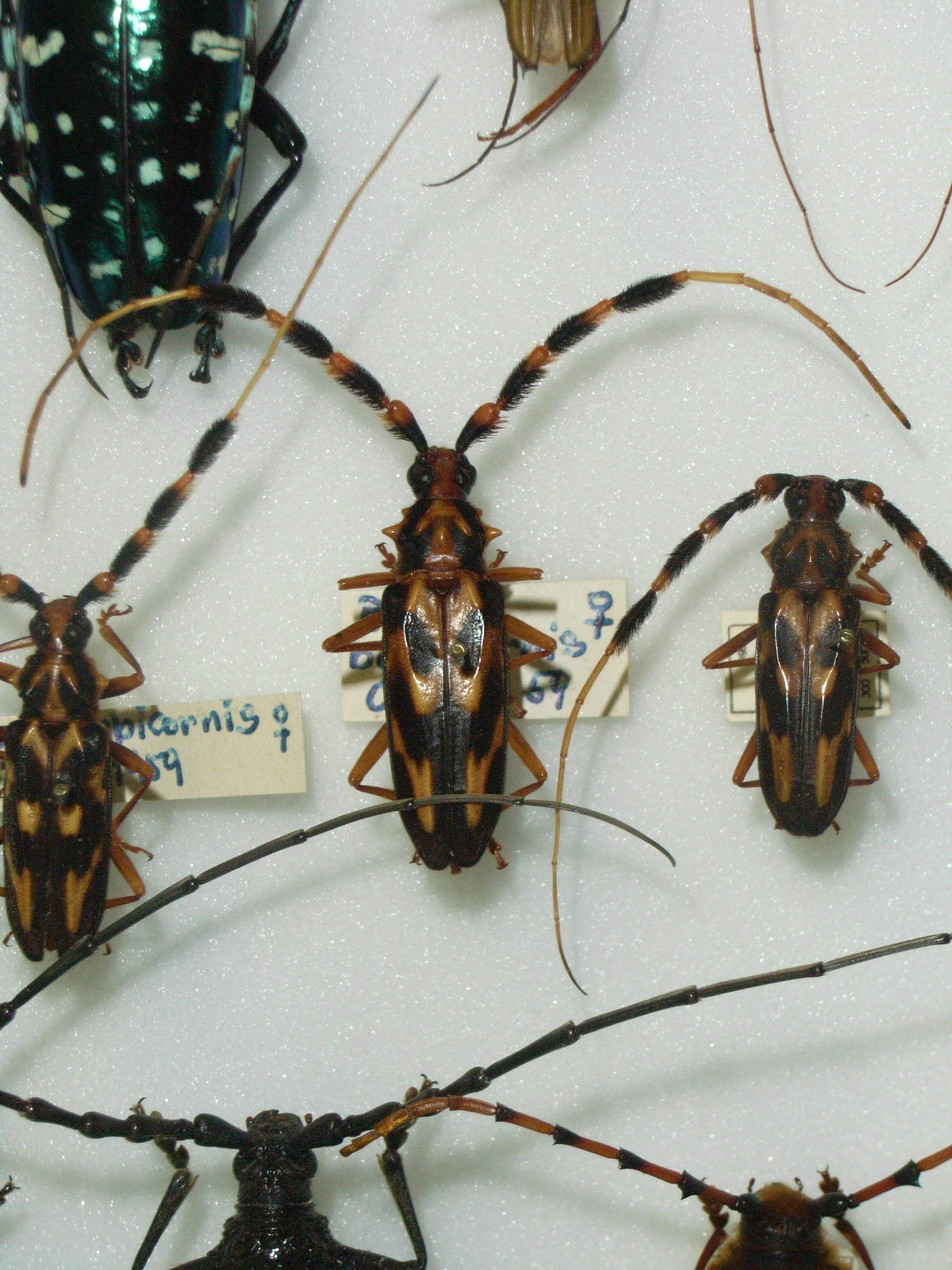